# آگیاکوشسرگنی
آدیاگوشسرگنی (به مجاری:  Agyagosszergény) یک سکونتگاه مسکونی در مجارستان است که در دیور-موشون-شوپرون واقع شده‌است.